# Winchester (Virginia)
Winchester település az Amerikai Egyesült Államok Virginia államában, Vi megyében, melynek megyeszékhelye is. Lakosainak száma 28 120 fő (2020. április 1.).

## Népesség
A település népességének változása:
| Lakosok száma | 26 235 | 26 523 | 26 923 | 27 216 | 27 284 | 28 120 |
|               | 2010   | 2011   | 2012   | 2013   | 2015   | 2020   |